# Roberto Bacci
Roberto Bacci (Barga, 15 giugno 1967) è un allenatore di calcio ed ex calciatore italiano, di ruolo difensore o centrocampista.

## Carriera

### Giocatore

Bacci capitano dell'Arezzo nella stagione 1999-2000

Nasce calcisticamente come difensore, prodotto del vivaio del Torino, che però lascia senza esordire in prima squadra. Matura esperienze nelle serie inferiori con le maglie di Derthona, Pavia, Como e Mantova, prima di esordire in massima serie con la maglia della Lazio dove rimane per cinque stagioni, segnandovi uno dei soli due gol siglati in serie A nella sua carriera, il 19 marzo 1995 nella vittoria casalinga contro il Genoa per 4-0, rete che aprì le marcature.
Nel 1995 torna al Toro dove rimane fino al 1999, collezionando anche due stagioni in prestito al Verona dove il 26 gennaio 1997, in campionato, segnò il secondo gol per gli scaligeri nella vittoria casalinga per 3-1 contro il Milan, e al Modena.
Chiude la carriera con la maglia dell'Arezzo nel 2002.

### Allenatore
Cessata l'attività agonistica, si occupa del settore giovanile della squadra toscana per una stagione. Dal 2003 lavora nella scuola calcio Unione Team Chimera.
Nella stagione 2008-2009 è passato al settore giovanile della Fiorentina dove allena gli esordienti. Nell'estate del 2009 torna ad allenare nel settore giovanile dell'Arezzo, più precisamente la formazione Berretti. Alla guida dei baby amaranto Bacci ottiene il primo posto nelle girone D, compiendo una rimonta nel girone di ritorno in cui ottiene dieci vittorie consecutive e il primato in classifica, non riuscendo poi a terminare la corsa verso il titolo, conclusasi ai quarti di finale.
Il 31 luglio 2010 passa alla prima squadra del Baldaccio Bruni, formazione militante in Eccellenza Toscana, centrando il quarto posto e disputando i play off. Nel 2011 avviene il passaggio alla Pianese, squadra del campionato di Serie D, di cui rimane allenatore anche per la stagione successiva. Dopo prova le esperienze, nelle serie dilettanti toscane, con il Gallicano e il Pontecosi, e dal 2017 torna alla Pianese come viceallenatore di Marco Masi. Ad aprile 2021 viene promosso come allenatore della prima squadra, dove viene confermato anche per la stagione 2021-2022.
Nell'aprile 2023 viene annunciato come nuovo allenatore del Montegiorgio in Serie D. L'esperienza si chiude il 16 maggio seguente, dopo la retrocessione nel torneo di Eccellenza.